# Renfe série S-464
 (décembre 2023).
Si vous disposez d'ouvrages ou d'articles de référence ou si vous connaissez des sites web de qualité traitant du thème abordé ici, merci de compléter l'article en donnant les références utiles à sa vérifiabilité et en les liant à la section « Notes et références ».
La série 464 est une série d'automotrices électriques de banlieue de la Renfe.

## Origine de la série
Afin de remplacer les unités 440, 440R et 470 arrivées à bout de potentiel, la Renfe étudie un nouveau modèle dérivé des 446 et 447, mais disposant d'une plus grande flexibilité. Cela aboutit à la mise au point de la plate-forme technologique CIVIA, dans le cadre du projet Tren 2000. Le 26 avril 2000, un contrat est signé avec un consortium formé par CAF, Siemens, Adtranz et Alstom pour la fourniture de 14 rames d'une valeur de 54 millions d'euros. Sur ces 14 rames, 11 sont des compositions à quatre caisses de la série 464, les trois autres des compositions à deux caisses de la série 462.

## Conception
S'agissant d'un matériel modulaire, il est constitué de deux motrices extrêmes avec cabines de conduite et plancher haut (A1 et A2), d'une remorque à plancher bas dotée de WC et accessible aux personnes à mobilité réduite (A3), et d'une remorque à plancher haut (A4).
La commande portant sur le troisième lot de matériel CIVIA est passée le 10 janvier 2006. Alstom doit livrer 28 rames de la série 464.
Détail des livraisons :
- 464-001 à 464-008 : CAF 2003
- 464-009 à 464-014 : Alstom 2003

## Service
Après essais statiques dans l'enceinte de l'usine, la 464-001 commence les essais en ligne le 30 janvier 2003. Le 25 mars 2003, elle est officiellement présentée au ministre des transports et à la direction de la Renfe en gare de Madrid-Atocha. Elle entre officiellement en service commercial sur la ligne C7 de la banlieue de Madrid le 1er juillet 2003. Les huit unités suivantes sont également affectées à Madrid. Quatre d'entre elles commencent le service sur la ligne C4, entre Atocha et Parla, le 22 décembre 2003.